# Marianne Bechhaus-Gerst
Marianne Bechhaus-Gerst (* 12. September 1958 in Mönchengladbach) ist eine deutsche Afrikanistin.

## Leben
Sie studierte Afrikanistik, Ägyptologie und Politikwissenschaft in Köln und Bayreuth. Mit einer Arbeit über Sprach- und Kulturkontakte der Nubier und Kuschiten im Niltal wurde sie 1989 in Köln zum Dr. phil. promoviert. Ebenda schloss sie 1995 ihre Habilitation über Sprachwandel durch Sprachkontakt am Beispiel des Nubischen im Niltal ab. Später wurde sie dort außerplanmäßige Professorin für Afrikanistik.
Zu den Schwerpunkten ihrer Forschung gehören die Geschichte der deutsch-afrikanischen Begegnung sowie Sprachen und Geschichte in Nordostafrika.

## Schriften (Auswahl)
- Nubier und Kuschiten im Niltal. Sprach- und Kulturkontakte im „no man’s land“. Köln 1989, OCLC 27411259.
- Sprachwandel durch Sprachkontakt am Beispiel des Nubischen im Niltal. Möglichkeiten und Grenzen einer diachronen Soziolinguistik. With an English summary. Köln 1996, ISBN 3-927620-26-2.
- The (hi)story of Nobiin. 1000 years of language change. Berlin 2011, ISBN 978-3-631-61494-5.
- als Herausgeberin mit Joachim Zeller: Deutschland postkolonial? Die Gegenwart der imperialen Vergangenheit. Berlin 2018, ISBN 3-86331-393-3.